# Propileno
Propeno, nome oficial pela IUPAC, também chamado propileno, é um hidrocarboneto insaturado (alceno) de fórmula C3H6 , apresentando-se normalmente como um gás incolor e altamente inflamável.
É produzido durante o craqueamento do petróleo e na gaseificação do carvão. Ele é uma das maiores matérias-primas da indústria petroquímica. Atualmente o ácido acrílico é produzido pela oxidação parcial catalítica do propileno. O propileno é também um intermediário na oxidação seletiva de propano em ácido acrílico.
Junta-se em longas cadeias para formar o polipropileno. É também usado como combustível em vários processos industriais, devido ao fato de ter uma chama mais quente que a do propano (por produzir menor massa após combustão).
Solúvel em álcool e éter, possui ponto de fusão de -185ºC e ponto de ebulição de -47,6ºC.